# Правительство Нью-Йорка

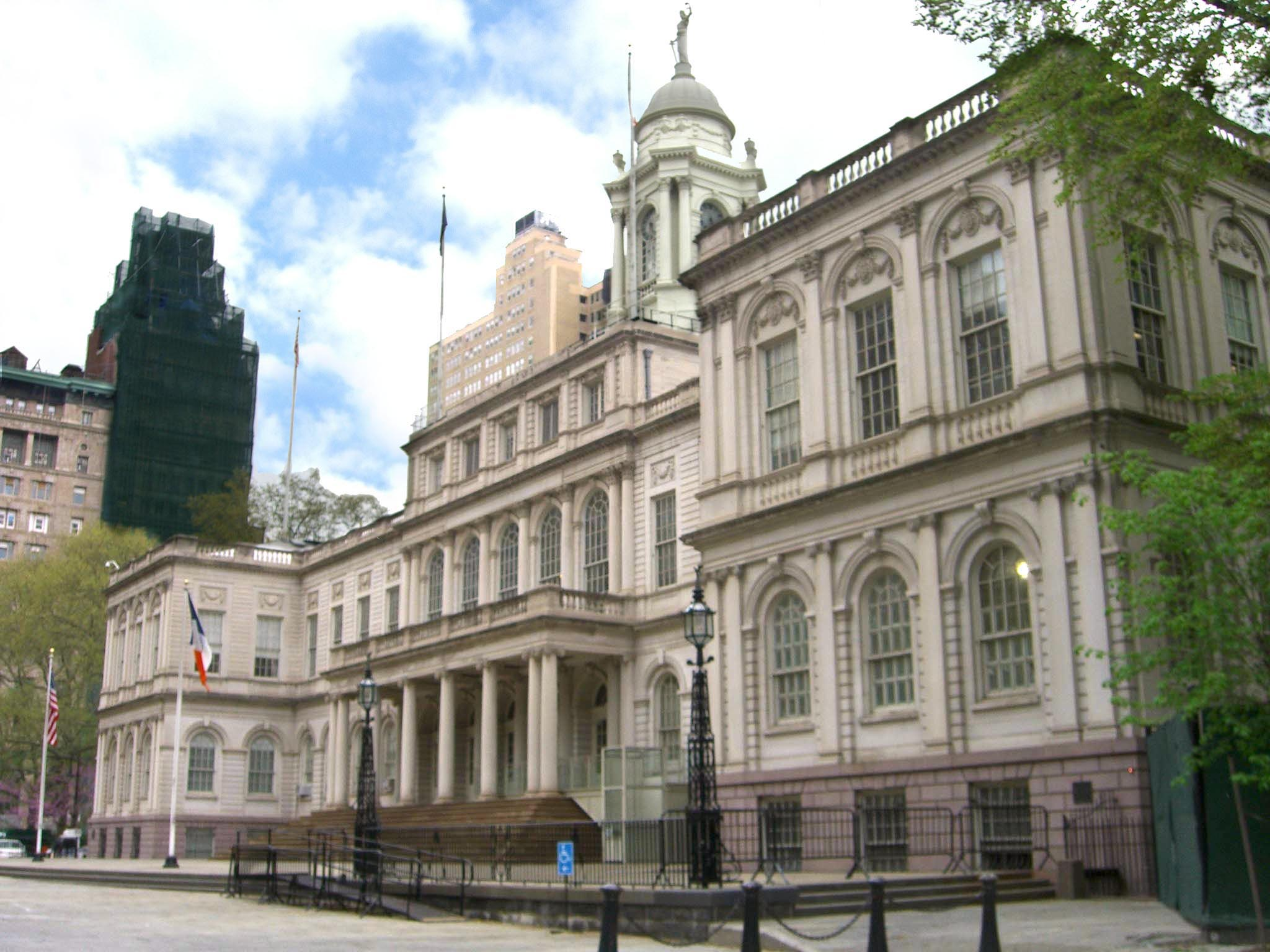
Ратуша Нью-Йорка

Правительство Нью-Йорка — орган исполнительной, законодательной и судебной власти в Нью-Йорке. Правительство Нью-Йорка является одним из старейших в США.

## История
В 1664 году Новый Амстердам перешёл под контроль англичан. Городское правительство было составлено из мэра, четырёх олдерменов и назначаемого непосредственно губернатором шерифа (см. Шерифы в США). В 1686 году по постановлению губернатора Томаса Донгана город был разделён на четыре района: северный, южный, западный, восточный, доковый и внешний, на котором располагались северные фермы. Согласно тому же постановлению вводился новый городской совет. В него входили мэр, рекордер, назначаемый непосредственно губернатором, олдермен и его заместители, избираемые от каждого района. Рекордер исполнял функции юрисконсульта в суде мэра и в городском совете, в котором председательствовал в отсутствие мэра. Заместители олдермена в суде мэра выступали в роли советников (англ. adviser). В 1683 году колония Нью-Йорк была поделена на 12 округов, среди которых оказались округа, ныне представленные пятью боро Нью-Йорка: Манхэттен (тогда округ Нью-Йорк), Бруклин (Кингс), Статен-Айленд (Ричмонд), Куинс и южная часть Бронкса (Уэстчестер). В 1688 году в Англии произошёл переворот, получивший название Славная революция. Одним из его последствий стало восстание Лейслера, вскоре подавленное англичанами. Однако антироялистские настроения успели распространиться в Нью-Йорке. В 1691 году по велению Вильгельма III новый губернатор Генри Слотер провёл выборы в законодательную ассамблею. В неё вошло 18 членов. В разные годы в ассамблею избиралось по 4 представителя от округа Нью-Йорк и до двух от каждого из остальных округов. Политика, проводимая в те годы городскими властями, равно как и колониальной ассамблеей, была ощутимо ангажированной. Членство в ассамблее делилось примерно поровну между группами, представленными торговцами, крупной буржуазией и мелкими фермерами, лавочниками и ремесленниками. От Нью-Йорка в ассамблею традиционно избирались торговцы, лоббировавшие принятие актов, регулировавших качество и упаковку продуктов и стройматериалов, производимых в колонии за пределами города.
В XVIII веке борьба за пост главы города велась в основном между выходцами из знатных семей. Мэрами и членами городского совета становились большей частью торговцы и зажиточные горожане. Между тем, городской совет был также частично представлен ремесленниками и лавочниками, обеспечивавшими более широкий общественный интерес к выборам. В 1731 году губернатор Джон Монтгомери утвердил городской устав, согласно которому на северо-востоке города был создан новый район Монтгомери. Устав действовал вплоть до прихода в Нью-Йорк британцев во время Войны за независимость.
К тому времени электорат городского совета был представлен собственниками имущества. Положение мэра сильно зависело от политической ситуации на уровне легислатуры штата Нью-Йорк, в частности, от доминирования той или иной партии. В то же время в городском населении назревал спрос на более гибкую и независимую политическую систему. В 1804 году члены городского совета добились представительства в легислатуре и пролоббировали введение бумажных бюллетеней. К 1820-м годам легислатура отменила имущественный ценз для белого населения. В 1821 году право выбирать мэра перешло от легислатуры к городскому совету. В 1830 году мэру было дано право накладывать вето на решения совета. Последний же был разделён на совет олдерменов и совет заместителей олдерменов. В 1833 году были введены всеобщие выборы мэра. В проведённых в 1834 году выборах мэра приняло участие 35 000 избирателей. В 1840-х годах была организована городская полиция, улучшено дорожное покрытие и освещение улиц, а также развиты системы водоснабжения и социального обеспечения. В конце десятилетия было образовано несколько городских департаментов, впоследствии поделённых на бюро. Все департаменты, за исключением полицейского, управлялись выборными лицами. В то же время в политических кругах города значительно вырос уровень коррупции. К 1853 году ситуация ухудшилась настолько, что власти штата были вынуждены ввести новый городской устав и разделить городское правительство на два совета: городской, состоящий из 60 членов, и совет, в которых входило 22 олдерменов. Члены городского совета избирались от городских районов, тогда как олдермены — от более крупных городских округов. Согласно новому уставу, мэр получал право накладывать вето на решения правительства. Таким образом, олдермены лишались значительного числа привилегий. Согласно принятому спустя ещё 4 года новому устав, легислатура штата предоставила мэру право назначать городских контролёров, глав уличных департаментов и заведующего Кротонским акведуком. Избираемые ревизор и муниципальный юрисконсульт возглавили финансовый и юридический департаменты. Тот же устав обострил давний конфликт между республиканцами из легислатуры и городскими демократами. Власти штата объединили полицию Нью-Йорка, Бруклина и их пригородов в единый департамент, назначаемый легислатурой штата, и реформировали наблюдательный совет Нью-Йорка в независимый выборный орган. Места между республиканцами и демократами в нём распределялись равномерно. К 1861 году противостояние достигло такой степени, что мэр Вуд предложил рассмотреть вопрос о выходе Нью-Йорка из состава штата. Городское правительство в борьбе с легислатурой консолидировало политическую силу вокруг таких должностей, как городской управляющий (англ. chamberlain) и шериф округа. Наконец, в конце 1860-х годов Таммани-холл с помощью взяток пролоббировал принятие легислатурой нового устава, согласно которому городу возвращались многие полномочия. Устав вводил в Нью-Йорке 10 новых административных департаментов, мэр же получал право назначать их руководителей; в свою очередь окружной наблюдательный совет распускался. Сроки полномочий членов совета увеличились, но также усилилось и право вето мэра, которое могло быть отменено только 3⁄4 голосов совета. Новый устав значительно ослаблял позиции «шайки Твида». В 1873 году был введён новый устав, преобразовывавший двухпалатный совет в совет, состоящий из 21 олдерменов, 6 из которых назначались голосованием. Тем же уставом вводился новый совет по оценке стоимости и пропорциональному распределению (англ. Board of Estimate and Apportionment), в задачи которого входила разработка и принятие бюджетов городских департаментов. В состав департамента входило четыре должностных лица, среди которых были президент совета олдерменов и мэр. В 1884 году легислатура штата расширила закон о гражданской ответственности на Нью-Йорк. Хоть это и позволило снизить влияние Таммани-холла, полностью исключить его не удалось. Таммани-холл ориентировался на сочувствующих демократам предпринимателям. Так, в 1886 году обществу удалось добиться избрания мэром Абрама Хьюитта. Реформатор и успешный бизнесмен, он устроил как демократов, так и республиканцев, реформаторов и рабочий класс.
В 1896 году легислатура приняла решение влить округа Бруклин, Бронкс, Куинс и Статен-Айленд в границы Нью-Йорка. Средний класс Бруклина выступал против объединения, однако предприниматели рассчитывали, что объединение поспособствует экономическому развитию, и налоговые ставки будут снижены. В 1897 году, за год до объединения, был принят устав, вводивший должность президента боро. С объединением округов население Нью-Йорка увеличилось более чем в два раза и составило около 3,5 миллиона человек. Законодательная власть отходила двухпалатной ассамблее, законодательная — муниципальному суду. Срок полномочий мэра был расширен в два раза: с двух лет до четырёх, однако мэр утратил возможность избираться два срока подряд. В то же время право вето мэра было ещё более усилено; теперь для его преодоления ассамблее требовалось собрать 5⁄6 голосов. Мэр сохранял контроль почти над всеми административными департаментами. Исключением оставался совет по оценке стоимости и пропорциональному распределению. Последний получил право контролировать предоставления франшиз в сфере общественных услуг (англ. public service). Одной из целей объединения было снижение влияния Таммани-холла. Тем не менее, первым после объединения должность мэра занял ставленник Таммани-холла Роберт Ван Вик. Он стал один из самых коррумпированных мэров в истории города. В ответ на это в 1901 году легислатура снизила срок полномочий мэра обратно до двух лет. В свою очередь президенты боро были включены в совет по оценке и равномерному распределению. Двухпалатная ассамблея была преобразована в однопалатный совет олдерменов. Преемник Ван Вика, Сет Лоу, хоть и прослужил всего два года, показал себя хорошим хозяйственником. Однако он не смог победить на выборах 1903 года, и передал полномочия очередному ставленнику Таммани-холла, Джорджу Макклеллану младшему. В 1923 году был принят новый устав. Согласно ему была вновь создана муниципальная ассамблея, состоявшая из совета олдерменов и президентов боро. Ассамблея получила право принимать любые постановления, которые не шли вразрез с законами штата. В 1933 году при поддержке президента Франклина Рузвельта мэром Нью-Йорка стал Фьорелло Ла Гуардия. Будучи приверженцем «Нового курса», он осуществил популярные общественные проекты. Новый устав, принятый в 1936 году, вновь расширял срок полномочий мэра до четырёх лет и давал ему право назначать своего заместителя по значительно упрощённой процедуре. Устав также вводил комиссию городского планирования, в задачи которой входила разработка генерального плана, подготовка общественных проектов и зонирование, совет же олдерменов был сокращён. Помимо этого вводилась возможность подачи петиций с требованием о внесении изменений в устав при сборе 50 тысяч подписей и более. После правления Ла Гуардии Таммани-холл резко утратил своё влияние и к середине 1960-х годов прекратил своё существование.
Несмотря на закат Таммани-холла, позиции демократов не ослабевали: с 1945 по 1994 годы мэрами становились члены Демократической партии. Исключениями стали лишь Винсент Импеллиттери, который не смог заручиться поддержкой партии и избиравшийся как независимый кандидат, и Джон Линдси, до некоторого времени состоявший в Республиканской партии, но впоследствии перешедший в Демократическую. Начиная с выборов 1969 года, на которых Линдси переизбрался на второй срок, влияние партий на выборах начало снижаться, в то время как на первое место начали выходить программа и личностные качества непосредственно кандидата. Немаловажную роль в этом играли СМИ. В начале 1970-х годов город столкнулся с серьёзным бюджетным дефицитом. К 1975 году ситуация ухудшилась настолько, что банки отказались предоставлять городу кредиты. В рамках антикризисных мер были созданы Корпорация муниципальной помощи и экстренный совет по финансовой помощи. В их задачи входила реструктуризация долга и контролирование бюджета и соглашений о заработной плате. Среди прочего была получена дополнительная финансовая помощь от штата, обеспечены гарантии по кредитам от федерального правительства, сокращена зарплата у 60 тысяч муниципальных служащих, с хранителями пенсионного фонда которых были достигнуты договорённости об инвестировании в муниципальные облигации. К 1980-м годам, когда пост мэра занимал Эд Коч, экономическая ситуация улучшилась. За это десятилетие городской бюджет был удвоен. Однако в 1989 году в экономике Нью-Йорка наметился новый спад. В начале 1990-х годов был утверждён новый устав, передававший некоторые полномочия советов мэру и городскому совету. В том же десятилетии благодаря мерам, принятым Рудольфом Джулиани, криминогенная обстановка в городе значительно улучшилась. Экономическая же ситуация наладилась с приходом на пост мэра Майкла Блумберга.

## Структура
Правительство Нью-Йорка представлено тремя ветвями власти: исполнительной, законодательной и судебной.

### Исполнительная ветвь
Исполнительная ветвь правительства города представлена мэром, общественным адвокатом, казначеем и пятью президентами боро.

#### Мэр
Мэр Нью-Йорка руководит всеми городскими службами, включая полицию и противопожарную службу, управляет муниципальной собственностью и обеспечивает соблюдение всех городских законов и законов штата в Нью-Йорке. Мэр имеет право назначать и снимать с должностей глав городских департаментов. С 2022 года пост мэра занимает Эрик Адамс.

#### Общественный адвокат
Общественный адвокат является неголосующим членом городского совета и осуществляет контроль над городскими агентствами и программами. С 2014 года должность занимает Летиция Джеймс.

#### Казначей
Казначей Нью-Йорка подготавливает годовой финансовый отчёт и проводит аудит всех финансовых операций. С 2014 года должность казначея занимает Скотт Стрингер.

#### Президенты боро
Президенты боро избираются каждый от своего округа на 4 года. Президенты представляют интересы своих боро в городском правительстве и помимо прочего обладают правом назначать членов общественных советов боро, совета по вопросам образования и комиссии городского планирования.

### Законодательная ветвь
Законодательная ветвь городского правительства представлена городским советом. Законопроекты, принятые большинством голосов, отсылаются на рассмотрение мэром. При наложении мэром вето на законопроект у городского совета есть 30 дней на то, чтобы преодолеть его двумя третями голосов.

### Судебная ветвь
Судебная ветвь представлена разветвлённой судебной системой, в которой имеются гражданский, уголовный, семейный суды, верховный суд штата Нью-Йорк и др.

## Общественные советы
Нью-Йорк поделён на 59 административных округов, каждый из которых обладает собственным общественным советом. Общественные советы являются представительными органами, предназначенными для защиты интересов местного населения.